# Acorazado rápido

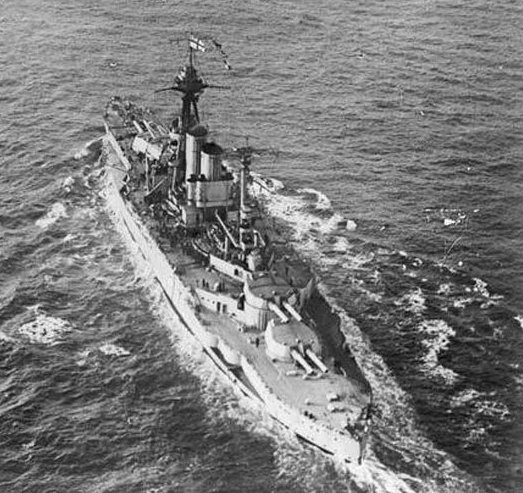
El HMS Queen Elizabeth, el primer «acorazado rápido» de la era del Dreadnought en el año 1918.

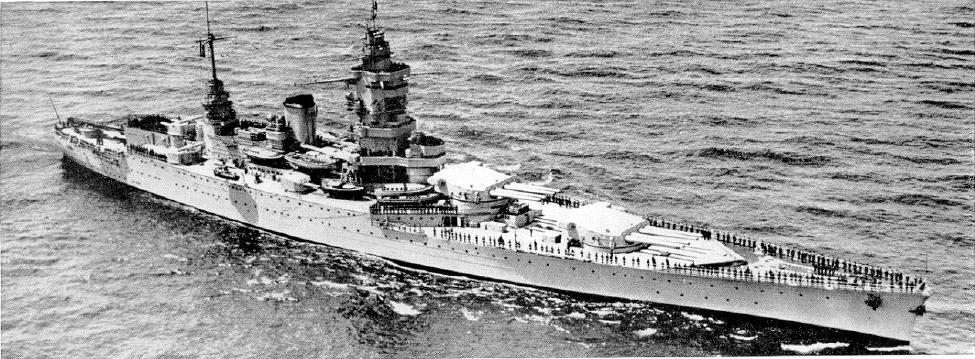
El acorazado francés Dunkerque.

Un acorazado rápido era un acorazado que enfatizaba la velocidad sin, en teoría, un indebido compromiso ya sea en el blindaje o en el armamento. La mayor parte de los primeros acorazados dreadnought de la era de la Primera Guerra Mundial normalmente eran construidos con bajas velocidades de diseño, así que el término de acorazado rápido es aplicado a un diseño que era considerablemente más rápido. La velocidad extra de un acorazado rápido normalmente era necesitada para equipar a la nave para roles adicionales además de tomar parte en la línea de batalla, tales como la escolta de portaaviones.
Un acorazado rápido se distinguía de un crucero de batalla en que se esperaba que fuera capaz de enfrentarse a acorazados enemigos en un combate sostenido en al menos términos iguales. El requerimiento de obtener una velocidad aumentada sin comprometer su habilidad para combatir o la protección era el principal desafío del diseño de un acorazado rápido. Mientras que el aumento de la proporción de largo a ancho era el método más directo de obtener una mayor velocidad, esto significaba un buque más grande que era considerablemente más costoso y/o excedería los límites de tonelaje de los tratados navales (donde estos eran aplicados, como por ejemplo el Tratado naval de Washington que dio forma a la composición de la Flota Naval antes de la Segunda Guerra Mundial). Se requirieron avances tecnológicos tales como mejoras en la propulsión y placas de blindaje ligeras de alta tensión para hacer que los acorazados rápidos fueran factibles.
A diferencia del crucero de batalla, que entró en uso oficial de la Armada Real en el año 1911, el término acorazado rápido era esencialmente de uso informal. Los buques de guerra de la clase Queen Elizabeth en su conjunto eran denominados la División Rápida cuando operaban con la Gran Flota. En otras formas, los acorazados rápidos no eran distinguidos de los acorazados convencionales en la documentación oficial; ni estos eran reconocidos como una categoría distinta en los listados contemporáneos de buques o en los tratados. No existía un código separado para los acorazados rápidos en el sistema de clasificación de casco usado por la Armada de Estados Unidos, todos los acorazados, lentos o rápidos, eran designados por el código BB.

## Orígenes
Entre los orígenes del acorazado blindado con el buque Gloire francés y el HMS Warrior de la Armada Real al comienzo de la década de 1860 y la génesis de la clase Queen Elizabeth de la Armada Real en el año 1911, aparecieron varias clases de acorazados que establecieron nuevos estándares en velocidad. El propio Warrior, a sobre 14 nudos (26 km/h) a pleno vapor, era el buque de guerra más rápido de su época así como el más poderoso. Debido al incremento del peso de los cañones y del blindaje, esta velocidad no fue excedida hasta que el HMS Monarch alcanzó los 15 nudos (28 km/h) a pleno vapor. El buque italiano Italia del año 1880 era un diseño radical, con una velocidad de 18 nudos (33 km/h), pesados cañones y sin cinturón blindado; esta velocidad no fue igualada hasta la década de 1890, cuando velocidades más altas llegaron a ser asociadas con diseños de segunda clase tales como el HMS Renown del año 1895 (con 18 nudos) y el HMS Swiftsure y el HMS Triumph del año 1903 (con 20 nudos). En estos diseños pre-dreadnought tardíos, la alta velocidad pudo ser deseada para compensar por menor potencia de permanencia, permitiéndole evadir a un oponente más poderoso cuando fuera necesario.

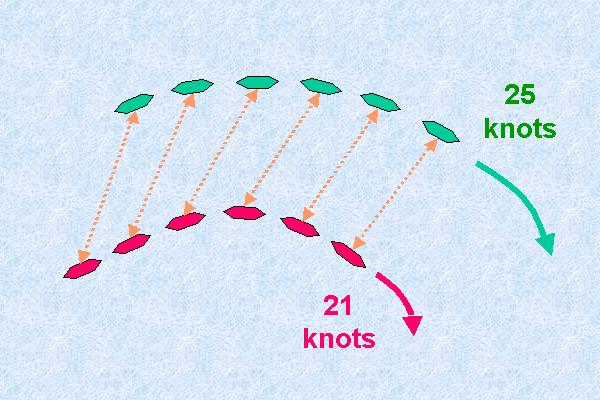
Figura 1. Leyenda: knots = nudos.

Desde el año 1900, interés en la posibilidad de un mayor aumento en la velocidad de los acorazados de la Armada Real fue provocado por Sir John (“Jackie”) Fisher, en ese momento Comandante en jefe de la Flota del Mediterráneo. Posiblemente debido a la presión de Fisher, al Oficial Superior del Curso de Guerra del año 1902 se le fue solicitado investigar si un buque con un blindaje más liviano y con cañones medios de disparo rápido (6 a 10 pulgadas, 150 mm a 254 mm), con una ventaja en velocidad de 4 nudo (7 km/h), podría obtener una cualquier ventaja táctica sobre un acorazado convencional. Se concluyó que "la potencia artillería era más importante que la velocidad, suponiendo que ambos lados están determinados en combatir"; aunque la flota más rápida sería capaz de escoger la distancia a la cual se combatiría, sería sobrepasada a cualquier distancia. Se argumentó que, suponiendo que el combate se realizara a larga distancia, un intento de la flota más rápida de obtener una concentración de fuego "cruzando la T" podría ser frustrado al girar alejándose, llevando a la flota más lenta a "girar hacia el interior del círculo de la flota más rápida en un radio proporcional a la diferencia de la velocidad" (Figura 1). Los juegos de guerra llevados a cabo por la Oficina General de la Armada de Estados Unidos en los años 1903 y 1904 llegaron a conclusiones muy similares.
Fisher parece haber quedado poco impresionado por estas demostraciones y continuo presionando para incrementos radicales en la velocidad de los acorazados. Finalmente sus ideas al menos dieron fruto parcial en el HMS Dreadnought del año 1906, como el Warrior antes de este buque, el Dreadnought fue el acorazado más rápido y más poderoso en el mundo.

## Los primeros Dreadnought
El Dreadnought fue el primer buque de guerra propulsado por turbinas. También incluía otras características que indicaban un incremento en el énfasis en la velocidad:
- Se desarrolló un casco mejorado, con una proporción aumentada entre el largo y el ancho.
- Fue reducido el grosor del cinturón principal a 11 pulgadas (279 mm), comparada a las 12 pulgadas (305 mm) para las clases precedentes.
- El cinturón terminaba en la cubierta superior, el "cinturón superior" usual fue eliminado.
- El castillo de proa fue elevado, permitiendo una velocidad sostenida más alta en mar gruesa.

En la década siguiente a la construcción del Dreadnought, el liderazgo de la Armada Real en velocidad de los buques capitales fue disminuido, a medida que las Armadas rivales respondían con sus propios "dreadnought" impulsados por turbinas. Mientras tanto, en Gran Bretaña, Fisher continuo presionando por alcanzar velocidades más altas pero los alarmantes costos de los nuevos acorazados y cruceros de batalla provocaron un aumento en la resistencia, tanto dentro del Almirantazgo como de nuevo gobierno liberal que asumió la administración en el año 1906. Como un resultado, varios diseños de acorazados rápidos potencialmente significativos no lograron ser realidad.
Un diseño abortado notable era el diseño X4 de 22.500 toneladas de diciembre de 1905. Este habría sido un verdadero acorazado rápido para los estándares de esa época, llevando el mismo armamento y protección que el Dreadnought a una velocidad de 25 nudos (46 km/h). en todo caso, el liderazgo británico en la construcción de dreadnought y cruceros de batalla era considerada tan grande que un aumento adicional en el tamaño y costo de los buques capitales no se podía justificar. A menudo el diseño X4 es descrito como una "fusión" del concepto del Dreadnought con el del crucero de batalla y ha sido sugerido que este "hubiera vuelto obsoleta a la clase Invincible".
Fisher fue rechazado nuevamente en el año 1909 con los primeros de los "super-dreadnought" armados con cañones de 13,5 pulgadas (343 mm), la clase Orion; de los diseños alternativos considerados, uno de 21 nudos (39 km/h) y el otro de 23 nudos (43 km/h), El Consejo del Almirantazgo seleccionó el diseño más lento y barato. Fisher logró que su desacuerdo fuera registrado en las minutas del consejo, quejándose de que "nosotros no deberíamos ser sobrepasados en ningún tipo de buque".

## La claseQueen Elizabeth
Finalmente las aspiraciones de Fisher por acorazados más rápidos no fueron realizados hasta después de su retiro en el año 1910. Después del éxito del cañón de 13,5 pulgada (343 mm), el Almirantazgo decidió desarrollar un cañón de 15 pulgadas (381 mm) para equipar a los acorazados del programa de construcciones del año 1912. La intención inicial era que los nuevos acorazados tendrían la misma configuración que la clase precedente clase Iron Duke, con cinco torretas gemelas y la velocidad estándar para ese momento de 21 nudos (39 km/h). Sin embargo, se dieron cuenta de que, al eliminar la torreta ubicada en la mitad del buque, era posible liberar peso y volumen para un conjunto de motores mucho más grande, y aún disparar una andanada más pesada que la del Iron Duke.

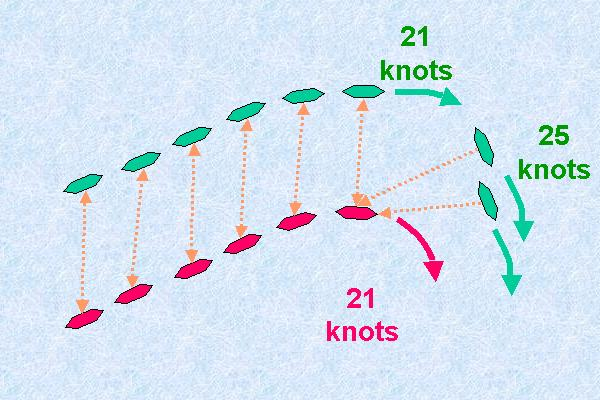
Figura 2. Leyenda: knots=Nudos.

Aunque los estudios del War College (en castellano: Academia de Guerra) anteriormente había rechazado el concepto de una flota de batalla rápida y ligera (ver Orígenes y la figura 1, en los párrafos anteriores), ellos ahora estaban apoyando el concepto de una División Rápida de 25 nudos (46 km/h) o más, operando en conjunto con una línea de batalla convencional pesada, que podría usar su ventaja en velocidad para rodear la cabeza de la línea enemiga (Figura 2). Comparada a la idea de Fisher de acelerar toda la flota de batalla, las ventajas de este concepto eran que no sería necesario comprometer el poder de combate de la flota principal y que sería posible retener el uso de los buques de 21 nudos (39 km/h) existentes (aún flamantes de nuevo). En esa época, se había asumido que el rol de la División Rápida podía ser llevado a cabo por los cruceros de batalla, de los cuales que para ese momento se habían completado o estaban ordenados 10 unidades. Sin embargo, fue evidente que ahora existían dos problemas con este supuesto. El primero era la posibilidad de que los cruceros de batalla se vieran comprometidos en contrarrestar a la creciente y muy capaz fuerza de cruceros de batalla alemanes. El segundo era que, como el entonces Primer Lord del Almirantazgo, Winston Churchill, dijo: nuestro bellos “Gatos” tenían pieles delgadas cuando se les compara con los cruceros de batalla más fuertes del enemigo. Es un juego difícil enviar ... siete o nueve pulgadas de blindaje contra doce o trece.
De hecho, los nuevos acorazados serían los dreadnought más fuertemente blindados en la flota. El programa original para el año 1912 consideraba tres acorazados y un crucero de batalla. Sin embargo, dada la velocidad de los nuevos buques, se decidió que un nuevo crucero de batalla no sería necesario. Finalmente, se construyeron cinco buques, la unidad extra, el HMS Malaya, fue financiada por los Estados Federados Malayos. El diseño de acorazado para el programa del siguiente año, que se convertiría en la clase Revenge, también tenía cañones de 15 pulgada (381 mm), pero se regresó a la velocidad de 21 nudo (39 km/h) de la flota de batalla principal. De nuevo, no se incluyó ningún crucero de batalla, una decisión que sugiere que los acorazados rápidos eran percibidos en ese momento como reemplazando al concepto del crucero de batalla.

## Experiencia de combate en la Batalla de Jutlandia
Cuando el concepto de acorazado rápido fue puesto a prueba en la Batalla de Jutlandia, los Queen Elizabeth habían sido asignados temporalmente al Escuadrón de Cruceros de Batalla del vicealmirante Beatty en Rosyth (esto fue hecho para liberar a los cruceros de batalla de la clase Invincible del Tercer Escuadrón de Cruceros de Batalla para practicar fuego de artillería en Scapa Flow). Los Queen Elizabeth probaron ser un éxito sorprendente, disparando con gran rapidez, precisión y efecto, mientras que sobrevivieron a una gran cantidad de impactos de proyectiles alemanes de 284 mm (11 pulgadas) y de 305 mm (12 pulgadas) y evadiendo exitosamente a la flota de batalla alemana durante la llamada carrera hacia el norte. En dicho combate, el HMS Warspite fue severamente dañado, sufriendo una falla de gobierno y se vio obligado a retirarse, mientras que el Malaya sufrió un serio incendio de cordita que estuvo cerca de causar su hundimiento. Sin embargo, ambos buques lograron regresar en forma segura a puerto. Esto fue un notable contraste al desempeño de los cruceros de batalla, de los cuales tres (de los nueve presentes) fueron destruidos por explosiones de las santabárbaras después de una relativamente pequeña cantidad de impactos.
Cuando el cuerpo principal de la Gran Flota entró en acción, los Queen Elizabeth fueron incapaces de alcanzar su puestos designados a la cabeza de la línea de batalla, y tuvieron que unirse a la partera trasera de la línea, viendo poca acción adicional. Mientras tanto, los seis cruceros de batalla sobrevivientes asumieron el rol de la "División Rápida", operando a la cabeza de la línea de batalla con algo de éxito, explotando su ventaja de velocidad para dañar la cabeza de la línea alemana con virtual impunidad.
Jutlandia fue un golpe fatal a la reputación de los cruceros de batalla existentes. Sin embargo, también reforzó la visión del comandante en jefe John Jellicoe, de que los Queen Elizabeth eran demasiado lentos para operar en forma permanente con la Flota de Cruceros de Batalla. Basado en los informes del combate, Jellicoe le atribuyó a los acorazados de la clase König una velocidad de 23 nudos (43 km/h), lo que significaba que los Queen Elizabeth, que solo podían alcanzar una velocidad de 24 nudos (44 km/h), estarían en serio peligro de ser sorprendidos por la flota de batalla encabezada por estos buques.

## La clase Admiral
Incluso antes de Jutlandia, Jellicoe y Beatty habían expresado preocupación frente a la carencia de nuevas construcciones para la Flota de Cruceros de Batalla, y lo poco adecuado de los buques ya proporcionados. A principios del año 1916, ellos habían rechazado las propuestas para un nuevo diseño de acorazado rápido, similar al Queen Elizabeth pero con un calado reducido, indicando que, con los cinco nuevos acorazados clase Revenge casi completados, la flota ya tenía un suficiente margen de superioridad en acorazados, mientras que la ausencia de los cruceros de batalla en los programas de los años 1912 y 1913 habían dejado a la fuerza de Beatty sin ninguna respuesta a los nuevos cruceros de batalla alemanes equipados con cañones de 305 mm (12 pulgadas). Jellicoe había creído que los alemanes pretendían construir unos buques aún más poderosos, con velocidades de hasta 29 nudos (54 km/h) y de ahí porque el solicitaba buques con una velocidad de 30 nudo (56 km/h) para poder combatirlos. Aunque en el año 1914 habían sido ordenados dos nuevos cruceros de batalla (HMS Renown y el HMS Repulse y estaban siendo construidos notablemente rápido, Jellicoe había argumentado que, aunque su velocidad era adecuada, su protección blindada (reducida dramáticamente a insistencia de Fisher) era insuficiente.
Por lo tanto el diseño de 1915 había sido cambiado a un crucero de batalla de 36.000 toneladas con 8 cañones de 15 pulgada (381 mm) y una velocidad de 32 nudos (59 km/h). El cinturón principal era de solo 8 pulgadas (203 mm) de espesor, inclinado hacia afuera para dar la misma protección de un cinturón vertical de 9 pulgadas (229 mm). Se había autorizado una clase de cuatro buques, el primero siendo puesto en gradas el 31 de mayo, el día en que se combatió en Jutlandia.
Las pérdidas sufridas en Jutlandia llevaron a una revaluación del diseño. Como se indicó en los párrafos anteriores, los británicos ahora estaban convencidos de que sus acorazados rápidos eran adecuados para el combate pero eran demasiado lentos y que sus cruceros de batalla —incluso los más grandes— no eran adecuados para el combate sostenido. Como un resultado, los nuevos buques fueron rediseñados radicalmente con el propósito de lograr el nivel de supervivencia de los Queen Elizabeth, mientras se mantenía el requerimiento de alcanzar la velocidad de 32 nudo (59 km/h) de los cruceros de batalla, aunque este trabajo fue defectuoso. Los buques resultantes serían los cruceros de batalla de la clase Admiral; con 42.000 toneladas eran lejos los buques de guerra más grandes del mundo. En el año 1917 la construcción fue desacelerada, para liberar recursos para la construcción de buques antisubmarinos, cuando se hizo claro que la amenaza de los nuevos cruceros de batalla alemanes no se materializaría, los últimos tres buques de la clase fueron suspendidos y finalmente cancelados, dejando sólo al buque líder siendo completado, que sería el famoso HMS Hood.
Aunque la Armada Real siempre designó al Hood como un crucero de batalla, algunos autores modernos tal como Anthony Preston lo han descrito como un acorazado rápido, ya que teóricamente tenía la protección de los Queen Elizabeth mientras que eran significativamente más rápidos. Por otro lado, los británicos estaban bien conscientes de los defectos en la protección a pesar de la revisión del diseño, así que el buque fue destinado a los deberes de un crucero de batalla y sirvió en los escuadrones de cruceros de batalla durante su carrera. Además, el tamaño de su protección, mientras que era adecuada para la época de Jutlandia, era marginal contra la nueva generación buques capitales armados con cañones de 16 pulgada (406 mm) que surgieron poco después de que fuera completado en el año 1920, tales como los clase Colorado estadounidenses y los clase Nagato japoneses.

## Otros diseños entre 1912 y 1923
Durante la Primera Guerra Mundial, la Armada Real fue la única en operar tanto una División Rápida compuesta por acorazados construidos para ese propósito y una fuerza separada de cruceros de batalla. Sin embargo, el período entre 1912 y 1923 vio una serie de avances en ingeniería marina que finalmente llevaron a un dramático incremento en las velocidades especificadas para los nuevos diseños de acorazados, un proceso que solo terminó con la llegada del Tratado naval de Washington. Estos avances incluían:
- Calderas de tubos pequeños, lo que permitió una transferencia de calor más eficiente desde la caldera hacia el vapor usado para la propulsión,
- Aumento de la presión del vapor,
- Engranajes reductores, los que permitieron a las hélices rotar a una velocidad más lenta y eficiente que las turbinas que las impulsaban;[17]

Para principios de la década de 1920, la riqueza de Estados Unidos y la ambición de Japón (las dos Grandes Potencias menos afectadas por la Primera Guerra Mundial) estaban forzando el ritmo del diseño de buques capitales. La clase Nagato impuso un nuevo estándar para los acorazados rápidos, con cañones de 16 pulgada (406 mm) y una velocidad de 26,5 nudos (49,1 km/h). Los japoneses parecían compartir la ambición de Fisher de un progresivo incremento en la velocidad de toda flota de batalla, influenciados parcialmente por su éxito al maniobrar de forma más eficiente que la flota rusa en la batalla de Tsushima y parcialmente por la necesidad de mantener la iniciativa táctica contra flotas hostiles potencialmente más grandes. La influencia inmediata de los Nagato estuvo limitado al hecho de que los japoneses mantuvieron su velocidad real como un secreto celosamente guardado, admitiendo que solo alcanzaba los 23 nudos (43 km/h). Como un resultado, la Armada de Estados Unidos, que hasta ese momento había adherido a una flota de batalla de 21 nudos (39 km/h), se decidió por un modesto aumento a 23 nudos (43 km/h) en los abortados acorazados de la clase South Dakota del año 1920.
Después de los Nagato los japoneses planeaban continuar con la clase Kii (10 cañones de 16 pulgadas (406 mm), 29,75 nudos (55,1 km/h), 39.900 toneladas), descritos como "buques capitales rápidos" y, de acuerdo a Conway’s, representaban una fusión de los cruceros de batalla y acorazados. Mientras tanto, la Armada Real, alarmada con la rápida erosión de su preeminencia en buques capitales, estaba desarrollando diseños incluso más radicales; el acorazado clase N3 equipado con cañones de 18 pulgada (457 mm) y el crucero de batalla clase G3 de una velocidad de 32 nudos (59 km/h) y con cañones de 16 pulgada (406 mm) ambos con un desplazamiento aproximado de 48.000 toneladas. Oficialmente descritos como cruceros de batalla, los G3 estaban lejos mucho mejor protegidos que cualquier buque capital británico previo y, generalmente han sido considerados, como los Kii, como verdaderos acorazados rápidos. Los G3 recibieron prioridad por sobre los N3, mostrando que ellos eran considerados adecuados para la línea de batalla y las órdenes para su construcción fueron efectivamente colocadas. Sin embargo, tanto el gobierno japonés como el británico se vieron frustrados ante los monstruosos costos de sus respectivos programas y finalmente se vieron forzados a acceder a las propuestas estadounidenses para una conferencia de limitación de armas; esta fue convocada en Washington D. C. en el año 1921 y resultó en el Tratado naval de Washington del año 1922. Este tratado provocó la desaparición de los diseños de acorazados rápidos gigantes, aunque los británicos usaron una versión achicada del diseño G3 para construir los dos nuevos acorazados permitidos por el tratado; los buques resultados fueron la clase Nelson que poseían la modesta velocidad de 23 nudos (43 km/h).

## La era del Tratado de Washington
Los signatarios del Tratado de Washington fueron Estados Unidos, Reino Unido, Japón, Francia e Italia, en esa época las únicas naciones en el mundo con flotas de batalla significativas. Como un resultado, los términos del Tratado de Washington, y los tratados subsecuentes de Londres 1930 y Londres 1936 tuvieron un efecto decisivo en el futuro del diseño de buques capitales.
Los tratados extendieron la definición de buque capital para cubrir todos los buques de guerra de más de 10.000 toneladas de desplazamiento estándar o estuvieran equipados con cañones que superaran las 8 pulgadas (203 mm) de calibre; imponiendo límites sobre el tonelaje total de buques capitales permitido a cada signatario; u fijaron un límite superior de 35.000 toneladas de desplazamiento estándar para todas las construcciones futuras. Estas restricciones efectivamente señalaron el fin de los cruceros de batalla como una categoría distinta de buque de guerra, dado que cualquier futuro crucero con grandes cañones contaría en contra del tonelaje permitido de buques capitales. También complicaba de sobremanera el problema del diseño de los acorazados rápidos, ya que el límite de 35.000 toneladas cerraba la ruta más directa para una mayor velocidad, que era aumentar la proporción de largo al ancho lo que significaba un buque más grande.
Igualmente existía un continuado interés en buques capitales de alta velocidad, lo que se evidenciaba por el hecho de que aunque a los signatarios de los tratados se les permitió la construcción de buques con cañones de 16 pulgada (406 mm) a medida que el tonelaje existente debiera ser reemplazado, la mayor parte de ellos no uso esta oportunidad, prefiriendo buques con un armamento más liviano pero más rápidos. Un estudio del Almirantazgo Británico del año 1935 concluyó que un diseño equilibrado con cañones de 16 pulgada (406 mm) no sería posible dentro de los límites de las 35.000 toneladas, dado que o contaría con blindaje insuficiente o sería demasiado lento; era claro para esa fecha que la velocidad de 23 nudos (43 km/h) de los Nelson era considerada insuficiente. El diseño recomendado, que nunca fue construido, era uno que tenía nueve cañones de 15 pulgada (381 mm) y una velocidad “no menor a 29 nudos (54 km/h)”.
Los acorazados de las clases Littorio italiana y Richelieu francesa armados con cañones de 15 pulgada (381 mm), construidos en la década de 1930, reflejaron prioridades similares a las de los británicos.
Cuatro buques capitales de la era del tratado fueron construidos con un desplazamiento apreciablemente menor que el límite de 35.000 toneladas; el Dunkerque y el Strasbourg de Francia, y el Scharnhorst y el Gneisenau. Los acorazados de la clase Dunkerque fueron construidos en respuesta a los Panzerschiff (o “acorazados de bolsillo”) alemanes de la clase Deutschland. Los Panzerschiffe eran, en la práctica, un resurgimiento del concepto de finales del siglo XIX de crucero acorazado para incursión contra el comercio; un buque de gran autonomía, fuertemente armado y lo suficientemente rápido como para evadir un buque capital convencional. De la misma forma, el Dunkerque, puede ser considerado como un resurgimiento de la némesis del crucero blindado, el crucero de batalla. Con una velocidad de 29 nudos (54 km/h) y con cañones de 330 mm (13 inch), este podía operar en forma independiente de la flota, confiando en su velocidad para evitar una confrontación con un adversario más poderoso y podían fácilmente atacar y vencer a un Panzerschiff, de la misma forma como los cruceros de batalla de Sturdee lo hicieron con los cruceros de von Spee en la Batalla de las islas Malvinas o Falkland en el año 1914. Por otro lado, como un miembro de la línea de batalla, junto con los viejos y lentos dreadnought que componían el resto de la flota de batalla francesa, el diseño no tenía sentido, dado que su velocidad perdía valor y ni su armamento ni su protección serían efectivos contra acorazados modernos armados con cañones de 16 pulgada (406 mm) tal como el Nelson.
El Scharnhorst y el Gneisenau fueron la respuesta de Alemania a los Dunkerque. Ellos fueron un intento para corregir las falencias del diseño Panzerschiff en términos de velocidad, supervivencia y motores (los motores diésel de los Panzerschiffe no eran confiables y producían severas vibraciones a alta velocidad) y usaron mucho del material acumulado para el programa de los Panzerschiffe (más significativamente, los seis montajes triples de cañones de 11 pulgada (279 mm) originalmente destinados a los Panzerschiffe D a F). Aunque mucho más grandes de los Dunkerque, los Gneisenau alemanes no estaban destinados para la línea de batalla; además de que contaban con armamento insuficiente, las batallas planificadas contra las más ampliamente numerosas flotas de batalla aliadas no tenían cabida en los requerimientos estratégicos alemanes. En cambio, a través de su carrera los dos buques alemanes confiaron en su superlativa velocidad (sobre los 32 nudos (59 km/h)) para evadir las acciones de los buques capitales aliados.
Los tratados también permitían la reconstrucción de los acorazados supervivientes de la Primera Guerra Mundial, incluyendo hasta 3.000 toneladas de protección adicional contra los torpedos, bombardeo de alta altitud y artillería de largo alcance. Hacia finales de la década de 1930, las armadas italiana y japonesa optaron por reconstrucciones extremadamente radicales: además de reemplazar los motores de los buques existentes, estas alargaron los buques agregándoles secciones extras en la mitad o la parte trasera del casco. Esto tenía un beneficio doble, el espacio extra permitía que el tamaño de los motores fuera aumentado, mientras el largo extra mejoraba la proporción velocidad/largo y de esa forma reducía la resistencia del casco. Como un resultado, ambas armadas obtuvieron un significativo aumento de la velocidad, por ejemplo en la clase Ise japonesa la velocidad paso de 23 nudos (43 km/h) a 25 nudos (46 km/h), y la clase Conte di Cavour italiana paso de 21 nudos (39 km/h) a 27 nudos (50 km/h). Francia, el Reino Unido y Estados Unidos tomaron una aproximación menos radical, reconstruyendo sus buques usando los cascos originales, las calderas fueron convertidas para quemar petróleo o fueron reemplazadas, como en algunos casos también lo fueron los motores, pero el aumento en la potencia de los motores generalmente fueron negados por el aumento en el peso del blindaje, armamento antiaéreo y otros equipos.
La excepción a la tendencia europea de los acorazados fue Japón, que rehusó firmar el Segundo Tratado de Londres. Ya que aceptó una velocidad moderada de 27 nudos (50 km/h), a cambio por un nivel heroico de protección y poder de fuego en la clase Yamato equipado con cañones de 18,1 pulgada (460 mm) y de 64.000 toneladas de desplazamiento.
Después de mucho debate, Estados Unidos optó por dos clases de 35.000 toneladas, también con una velocidad de 27 nudos (50 km/h), en la clases North Carolina y en la South Dakota. Debido a las restricciones del tratado, se enfatizaron primero el poder de fuego y la protección, aunque ambas clases lograron alcanzar incrementos de velocidad respetables cuando se les comparaba a sus contemporáneos de la Primera Guerra Mundial para lograr ser capaces de operar como escolta de portaaviones. Estados Unidos firmó el Segundo Tratado de Londres pero rápidamente invocó la “cláusula de escalamiento” para aumentar el calibre del armamento principal de los acorazados desde 14 pulgada (356 mm) a 16 pulgada (406 mm) ya que Italia y Japón rehusaron adoptarlo. Esto hizo que los North Carolina fueran un buque algo desbalanceado, siendo diseñado para resistir los proyectiles de cañones de 14 pulgada (356 mm) que originalmente estaba destinado a tener instalados, pero que fueron aumentados de calibre mientras estaban siendo construidos. Los South Dakota corrigieron esto con una protección a prueba de cañones de 16 pulgada (406 mm). Con el propósito de contrarrestar el peso del blindaje y permanecer dentro de los límites de tonelaje, la clase South Dakota tuvo que ser equipada con un casco más corto para reducir el largo del área que requería protección, compensando con la instalación de maquinaria más poderosa que la usada en la clase North Carolina, estos cambios provocaron que estos buques sufrieran algo de aglomeración. También Estados Unidos usó la “cláusula de escalamiento” del tratado para ordenar la clase Iowa de 45.000 toneladas y una velocidad de 33 nudo (61 km/h) después de que Japón se retiró del tratado. Estado libre de las limitaciones del tratado, la clase Iowa estaba equipado con cañones de 16 pulgada (406 mm) con un mayor alcance máximo y poseían motores incluso más potentes y un casco alargado para una velocidad significativamente más rápida que la de los North Carolina y South Dakota.
| Por medio siglo antes de poner en grada la clase Iowa, la Armada de Estados Unidos consistentemente había preferido el blindaje y poder de fuego por sobre la velocidad. Incluso al adoptar los acorazados rápidos de la clase North Carolina, había preferido el diseño de velocidad más lenta de las dos alternativas de diseño disponibles. En el diseño de la maquinaria habían sido usada mejoras grandes y caras para minimizar el incremento de la potencia en los diseños por sobre hacer práctica maquinaria extraordinariamente potente (y de ahí alcanzar una velocidad más alta). Pero los cuatro acorazados que construyó la Armada de Estados Unidos eran no mucho más que versiones de 33 nudos (61 km/h) de los acorazados de 35.000 toneladas de 27 nudos (50 km/h) que los habían precedido. Los Iowa no mostraron avances de ningún tipo en la protección al compararlos a los South Dakota. La mejora del armamento principal fue un cañón de 16 pulgadas (406 mm) más poderoso, de 5 calibres más largo. Las diez mil toneladas adicionales fueron un costo muy grande que pagar por 6 nudos.} — Norman Friedman |

## Diseños de la Segunda Guerra Mundial
En el año 1938 Estados Unidos, el Reino Unido y Francia acordaron invocar la previamente mencionada cláusula de escalamiento del Segundo Tratado de Londres, que les permitía construir hasta 45.000 toneladas estándar. Para esa época, las tres naciones aliadas ya estaban comprometidas a nuevos diseños de 35.000 toneladas: los estadounidense con los North Carolina (dos buques) y los South Dakota (cuatro ejemplares), los británicos con los King George V (cinco buques) y los franceses con los Richelieu (dos completados de cuatro planificados, siendo el último de la clase, el Gascogne, un diseño modificado grandemente).
El Reino Unido y Estados Unidos pusieron en grada las clases sucesoras, diseñadas para el nuevo estándar de 45.000 toneladas, en el año 1939 y 1940 respectivamente. Estados Unidos logró completar cuatro de sus seis Iowa, pero la clase Lion británica no fructificó, dos de las cuatro unidades fueron puestas en gradas, en el verano del año 1939, pero no se completó ninguno. Ellos habrían tenido instalados 9 cañones de 16 pulgada (406 mm) y, con una velocidad de entre 29 nudos (54 km/h) y 30 nudos (60 km/h), habrían sido significativamente más rápido que la clase King George V. El Reino Unido completo un acorazado final basado en un diseño de “emergencia”, el Vanguard, construido alrededor de montajes con cañones de 15 pulgada (381 mm) removidos de los cruceros Courageous y el Glorious después de ser convertidos en portaaviones. Completado en el año 1946, este buque tenía una velocidad similar a la del Lion.
Los dos últimos diseños estadounidenses de buques capitales fueron los primeros desde el año 1922 en no estar limitados por las restricciones del tratado, y se diferenciaban ampliamente. El enorme acorazado de la clase Montana representó un retorno a la “práctica normal estadounidense” en el diseño de acorazados, con una protección masiva, un poder de fuego pesado y una velocidad moderada (27 nudos (50 km/h). Con un desplazamiento estándar de 60.500 toneladas, ellos se acercaban al tamaño de la clase Yamato, a los que se parecían conceptualmente. Se ordenaron cuatro de estos buques, pero estaban mal adecuados a las necesidades de las operaciones de la fuerza de tareas de portaaviones rápidos, y finalmente no se puso en grada ninguno de estos buques.

## Resumen de las clases de "acorazados rápidos"
Las siguientes clases de buques de guerra han sido consideradas como acorazados rápidos, de acuerdo con la definición usada en este artículo y/o con el uso contemporáneo. Esta lista incluye todas las nuevas construcciones de la década de 1930 y 1940, junto con algunas reconstrucciones; esto refleja el hecho de que, mientras no todos estos buques eran notablemente rápidos para los estándares de las construcciones nuevas, todos ellos eran mucho más rápidos que la considerable cantidad de buques capitales construidos en la era previa al Tratado y que se encontraban aún en servicio en ese momento. Todas las velocidades indicadas son las velocidades de diseño, de acuerdo al trabajo de Conway’s; a menudo estas velocidades eran excedidas en las pruebas, aunque raramente en servicio.
Armada Real
- Clase Queen Elizabeth (25 nudos (46 km/h)): el prototipo de la clase de acorazados rápidos
- Hood, el único miembro de la clase Admiral que fue clasificado por la Armada Real como un crucero de batalla a través de vida, pero que sin embargo algunos autores modernos lo han clasificado como un acorazado rápido ya que al menos teóricamente era una mejora por sobre la clase Queen Elizabeth. (28 nudos (52 km/h))[32]
- Clase King George V (28 nudos (52 km/h))
- Vanguard (30 nudos (56 km/h))

Armada de los Estados Unidos
- Clase North Carolina (28 nudos (52 km/h))
- Clase South Dakota (27,5 nudos (51 km/h))
- Clase Iowa (32,5 nudos (60 km/h))

Armada Imperial Japonesa (Dai-Nippon Teikoku Kaigun)
- Clase Kongō – en la reconstrucción (30,5 nudos (56 km/h)). Originalmente clasificados como cruceros de batalla, estos buques fueron reclasificados como acorazados después de su primera reconstrucción entre 1929-1931.[33] Incluso después de su segunda reconstrucción a finales de la década de 1930, ellos permanecieron relativamente débiles en armamento y protección para los estándares de la Segunda Guerra Mundial.[34]
- Clase Ngato – cuando se terminó (26,5 nudos (49 km/h)). Inusual para un diseño japonés, la velocidad fue reducida a 25 nudos (46 km/h) cuando la clase fue reconstruido entre 1934 y 1936.[35]
- Clase Yamato (27 nudos (50 km/h))

Armada Alemana (Kriegsmarine)
- Clase Scharnhorst (también conocida como la clase Gneisenau) (32 nudos (59 km/h)). Oficialmente estos buques eran designados como kleine Schlachtschiffe ("acorazados pequeños"). La Armada Real en esa época los llamaba "cruceros de batalla" debido a su extraordinariamente alta velocidad y débil armamento.
- Clase Bismarck (30,8 nudos (57 km/h))[36]

Armada Francesa (Marine Nationale)
- Clase Dunkerque (29,5 nudos (55 km/h)). Como con el Scharnhorst y el Gneisenau, la Armada Real en esa época llamaba a estos buques "cruceros de batalla". Algunas fuentes francesas modernas también los llaman cruceros de batalla (croiseurs de bataille) más que acorazados (cuirassés o bâtiments de ligne).[37]
- Clase Richelieu (30 nudos (56 km/h))

Armada Italiana (Regia Marina)
- Clase Conte di Cavour – cuando fueron reconstruidos, 1933-1937 (27 nudos (50 km/h))
- Clase Andrea Doria – cuando fueron reconstruidos, 1937-1940 (26 nudos (48 km/h))
- Clase Littorio (30 nudos (56 km/h))